# درابة إسبانية
درابة إسبانية (الاسم العلمي: Draba hispanica) هي نوع من النباتات تتبع جنس الدرابة من الفصيلة الكرنبية.